# Lamine orfiche

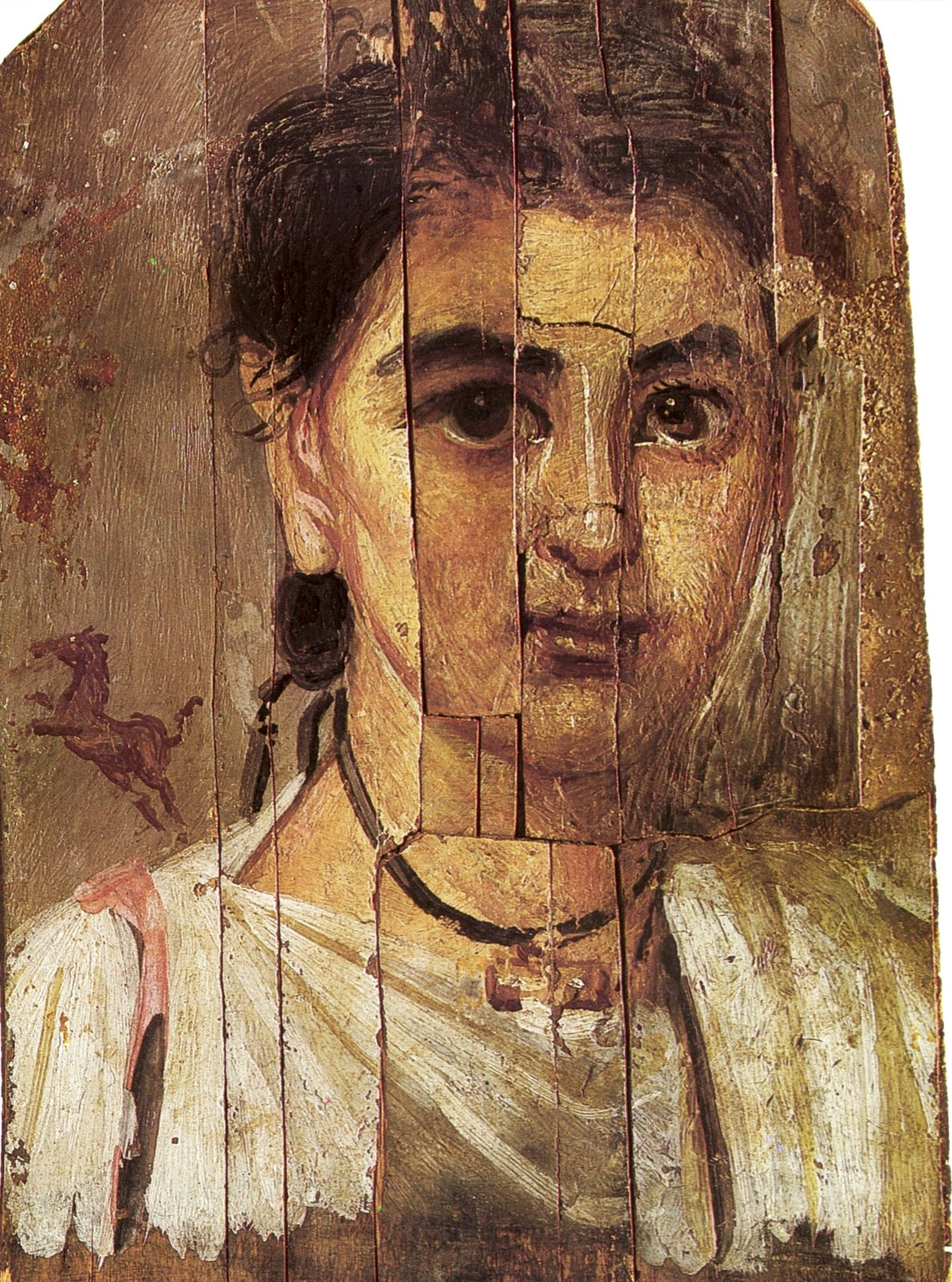
Dipinto, encausto su legno, risalente al II secolo d.C., rinvenuto a Fayyum (Egitto) e oggi conservato al Museo nazionale di Varsavia, che illustra un modo di portare oggetti consimili.

Le lamine orfiche sono lamine di metallo prezioso che si trovano nelle sepolture antiche dell'area mediterranea (Magna Grecia, Tessaglia e Creta), principalmente di coloro che si presume fossero iniziati ad orfismo, dionisismo e alcune credenze egiziane e semitiche. Sono probabilmente l'esempio più noto degli oggetti che sono noti come Totenpass (termine tedesco traducibile come "passaporto per i morti").
I totenpässe sono posizionati sopra o vicino al corpo come un filatterio o arrotolati e inseriti in una capsula spesso indossata intorno al collo come amuleto. L'iscrizione istruisce l'iniziato su come navigare nell'aldilà, comprese le indicazioni per evitare pericoli nel paesaggio dei morti e le risposte formali ai giudici del mondo sotterraneo.

## Storia
- Hipponion (I A 1; OF 474) IV secolo a.C. (Museo Archeologico Nazionale di Vibo Valentia)
- Petelia (I A 2; 476 ) IV secolo a.C. (British Museum)
- Pharsalos(I A 3) IV secolo a.C. (Museo di Volo, Grecia)
- Entella (?) (I A 4) III secolo a.C. (Collezione privata, Ginevra).
- Eleutherna (I B 1) III secolo a.C. (Museo archeologico nazionale di Atene).
- Eleutherna (I B 2) III secolo a.C. (Museo archeologico nazionale di Atene).
- Eleutherna (I B 3) III secolo a.C. (Museo archeologico nazionale di Atene).
- Mylopotamos (I B 4) III secolo a.C. (Museo archeologico di Hiraklion, Creta).
- Eleutherna (I B 5) III secolo a.C. (Museo archeologico nazionale di Atene).
- Eleutherna (I B 6) III secolo a.C. (Museo archeologico nazionale di Atene).
- Tessaglia (?) (I B 7; OF 484) IV secolo a.C. (J.P. Getty Museum, Malibu, California).
- Roma (I C 1) II secolo d.C. (British Museum).
- Thurii (II A 1) III secolo a.C. (Museo archeologico nazionale di Napoli).
- Thurii (II A 2) III secolo a.C. (Museo archeologico nazionale di Napoli).
- Thurii (II B 1) III secolo a.C. (Museo archeologico nazionale di Napoli).
- Thurii (II B 2) III secolo a.C. (Museo archeologico nazionale di Napoli).
- Pelinna (II B 3) IV secolo a.C.
- Pelinna (II B 2) IV secolo a.C.
- Eleutherna (II C 1) III secolo a.C. (Museo archeologico nazionale di Atene).
- Pherai (Tessaglia) IV secolo a.C. (II C 2) (Museo archeologico nazionale di Atene).
- Thurii (III 1) III secolo a.C. (Museo archeologico nazionale di Napoli).

(sigla in Pugliesi Carratelli; OF si riferisce a Orphic Fragments in Albertus Bernabé, Poetae Epici Graeci. Testimonia et Fragmenta. Pars II: Orphicorum et Orphicis similium testimonia et fragmenta. 3 vols. Munich and Leipzig, 2004–2007.)
In alcuni sepolcri collocati nell'area della Magna Grecia, della Tessaglia e di Creta sono state rinvenute alcune piccole lamine d'oro poste nella bocca, nella mano o sul petto del defunto, contenenti delle istruzioni scritte in greco antico e a lui destinate, inerenti alla condotta da tenere nel viaggio oltremondano. Tali lamine, risalenti a un periodo compreso tra il V secolo a.C. e il III secolo d.C., testimoniano che il defunto è un "iniziato" a una dottrina misterica e contengono anche delle invocazioni nei confronti di alcune divinità ctonie, il tutto allo scopo di consentire al trapassato un destino beato rispetto alla sua rinascita nel nostro mondo (metensomatosi), rinascita che conserverà, sempre e comunque, un destino di sofferenza.
Nonostante la segretezza inerente alle dottrine "misteriche" a cui queste lamine fanno riferimento, gli studiosi si sono prodigati per approfondire i contenuti e i riferimenti propri delle lamine rinvenute nei sepolcri giungendo tuttavia a differenti conclusioni:
- Giovanni Pugliese Carratelli [9], Walter Burkert [10], Vincenzo Di Benedetto, [11] e Radcliffe G. Edmonds, [12] ritengono che, seppur in astratto le lamine rinvenute nei sepolcri indichino una conoscenza iniziatica oltremondana, esse non facciano riferimento al medesimo ambito, conservando tra loro notevoli differenze di contenuto.
- Richard Janko [13], Reinhold Merkelbach [14], M.L. West [15] e Alberto Bernabé e Ana Isabel Jiménez San Cristóbal[16] ritengono, invece, che si possa parlare di più differenti e parziali testimoni di un'unica versione, archetipo, originale.

La natura "orfica" delle dottrine a cui si richiamano le lamine è stata sostenuta, anche recentemente, da Alberto Bernabé , altri studiosi ritengono, ad esempio, di scorgere in alcune di esse una presenza rilevante delle dottrine escatologiche pitagoriche o anche bacchiche.
Alberto Bernabé, sostenitore dell'esistenza di un modello unico e orfico a cui le lamine rinvenute farebbero riferimento, riassume così la sequenza dello stesso:
1. Qualora l'iniziato sia stato purificato nel corpo e nella psyché (anima), la dea Mnemosyne farà in modo che nel trapasso egli si ricordi della sua iniziazione misterica;
2. ma l'iniziato deve ricordare in cosa consista questa sua iniziazione e sapere come comportarsi, ad esempio evitare la fonte d'acqua collocata al lato del cipresso bianco;
3. deve anche ricordarsi di rispondere alle domande dei custodi della seconda fonte, quella da cui sgorga l'acqua del lago di Mnemosyne, di essere "figlio della Terra e del Cielo stellato"; identificazione che gli consentirà di dissetarsi e rinfrescarsi a questa seconda fonte e quindi di potersi avvicinare alla dea Persefone;
4. l'iniziato deve anche ricordarsi di presentarsi alla dea Persefone come "puro tra i puri";
5. allora potrà percorrere, insieme agli altri bakkhoi, la sacra via che lo condurrà alla vita beata.

Comunque sia si possono, con Giovanni Pugliese Carratelli, suddividere le lamine in più gruppi con caratteristiche simili:

I. Un primo gruppo, dove è presente la formula di riconoscimento "Sono figlio/a della Terra e del Cielo stellato" e dove sono presenti due sorgenti, la prima, quella da evitare collocata vicina a un "cipresso bianco", la seconda, alimentata dal lago di Mnemosyne, a cui invece occorre dissetarsi dopo aver risposto con la formula di riconoscimento alle domande dei suoi custodi. A Questo gruppo fanno riferimento le lamine:

A 1. Lamina di Hipponion

A 2. Lamina di Petelia

A 3. Lamina di Pharsalos

A 4. Lamina di Entella (?)

Nel sottogruppo B è presente solo la prima fonte e il dialogo con i custodi. 

B 1-6. Lamine di Creta

B 7. Lamina della Tessaglia (?)

C 1. Lamina di Roma
II. Un secondo gruppo è costituito dalle lamine dove sono invece invocate alcune divinità infere come Persephone, Euklès, Pluton e Diónysos:

A 1-2. Lamine di Thurii

B 1-2. Lamine di Thurii (con la presenza della formula "caddi nel latte")

B 3. Lamina di Pellinna (con la presenza della formula "caddi nel latte")

C 1. Lamina di Eleutherna

C 2. Lamina di Pherai

III. Un terzo tipo di lamina sembra avere caratteristiche "magiche" ed è comunque di difficile interpretazione:

1. Lamina di Thurii

## Esempi di lamine orfiche con immagini, testo in greco e traduzione

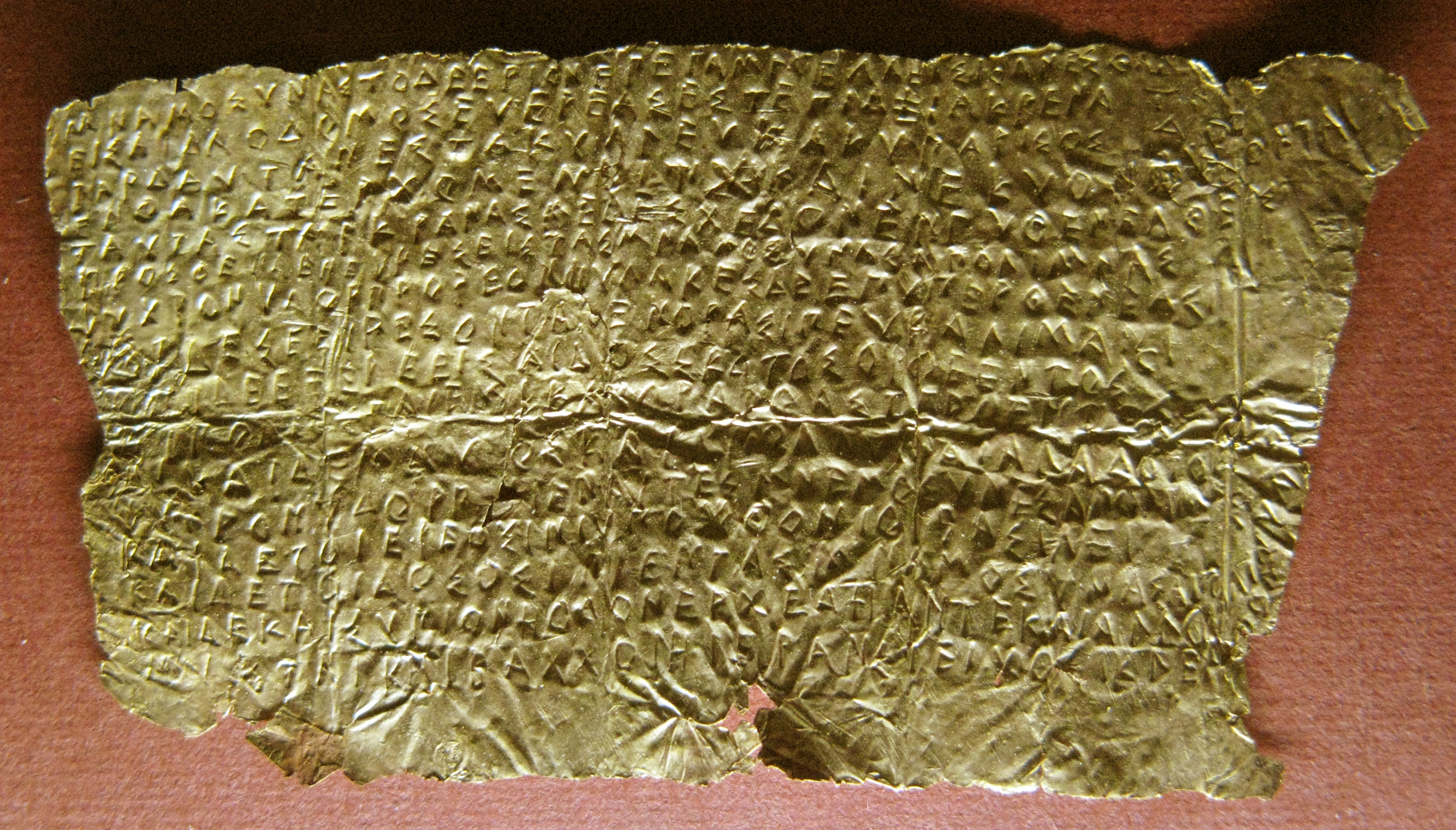
Lamina d'oro "orfica" (Pugliese Carratelli: I A 1; OF: 474) rinvenuta nella necropoli Hipponion (oggi Vibo Valentia), in una tomba contenente uno scheletro femminile e risalente al V-IV secolo a.C., conservata presso il Museo Archeologico Statale di Vibo Valentia.
Delle dimensioni di 59/49 mm x 32 mm, in origine la lamina era ripiegata quattro volte su se stessa. il testo di sedici righe recita:
1. ΜΝΑΜΟΣΥΝΑΣΤΟΔΕΕΡΙΟΝΕΠΕΙΑΜΜΕΛΛΕΙΣΙΘΑΝΕΣΘΑΙ
2. ΕΙΣΑΙΔΑΟΔΟΜΟΣΕΥΕΡΕΑΣΕΣΤΕΠΙΔΕΞΙΑΚΡΕΝΑ
3. ΠΑΡΔΑΥΤΑΝΕΣΤΑΚΥΑΛΕΥΚΑΚΥΠΑΡΙΣΟΣ
4. ΕΝΘΑΚΑΤΕΡΧΟΜΕΝΑΙΨΥΚΑΙΝΕΚΥΟΝΨΥΧΟΝΤΑΙ
5. ΤΑΥΤΑΣΤΑΣΚΡΑΝΑΣΜΕΔΕΣΧΕΔΟΝΕΝΓΥΘΕΝΕΛΘΕΙΣ
6. ΠΡΟΣΘΕΝΔΕΗΕΥΡΕΣΕΙΣΤΑΣΜΝΑΜΟΣΥΝΑΣΑΠΟΛΙΜΝΑΣ
7. ΨΥΧΡΟΝΥΔΟΡΠΡΟΡΕΟΝΦΥΛΑΚΕΣΔΕΕΠΥΠΕΡΘΕΝΕΑΣΙ
8. ΤΟΙΔΕΣΕΕΙΡΕΣΟΝΤΑΙΕΝΦΡΑΣΙΠΕΥΚΑΛΙΜΑΙΣΙ
9. ΟΤΙΔΕΕΞΕΡΕΕΙΣΑΙΔΟΣΣΚΟΤΟΣΟΡΟΕΕΝΤΟΣ
10. ΕΙΠΟΝΙΟΣΙΑΡΙΜΙΚΑΙΟΡΑΝΟΑΣΤΕΡΟΕΝΤΟΣ
11. ΔΙΨΑΙΔΕΜΕΑΥΟΣΚΑΙΑΠΟΛΛΥΜΑΙΑΛΑΔΟΤΟ
12. ΨΥΧΡΟΝΥΔΟΡΠΙΕΝΑΙΤΕΣΜΝΕΜΟΣΥΝΕΣΑΠΟΛΙΜ
13. ΚΑΙΔΕΤΟΙΕΛΕΟΣΙΝΙΥΠΟΧΘΟΝΙΟΙΒΑΣΙΛΕΙ
14. ΚΑΙΔΕΤΟΙΔΟΣΟΣΙΠΙΕΝΤΑΣΜΝΑΜΟΣΥΝΑΣΑΠΟΛΙΜΝΑΣ
15. ΚΑΙΔΕΚΑΙΣΥΠΙΟΝΗΟΔΟΝΕΡΧΕΑΗΑΝΤΕΚΑΙΑΛΛΟΙ
16. ΜΥΣΤΑΙΚΑΙΒΑΧΧΟΙΗΙΕΡΑΝΣΤΕΙΧΟΣΙΚΛΕΙΝΟΙ
--------------------------------------------------------
1. A Mnemosyne è sacro questo (dettato): (per il mystes) quando sia sul punto di morire.
2. Andrai alle case ben costrutte di Ade: v'è sulla destra una fonte,
3. accanto ad essa si erge un bianco cipresso;
4. lì discendono le anime dei morti per avere refrigerio.
5. A questa fonte non accostarti neppure;
6. ma più avanti troverai la fredda acqua che scorre
7. dal lago di Mnemosyne: vi stanno innanzi custodi,
8. ed essi ti chiederanno, in sicuro discernimento,
9. perché mai esplori la tenebra dell'Ade caliginoso.
10. Dì: "(Son) figlio della Greve e del Cielo stellato;
11. di sete son arso e vengo meno: ma datemi presto
12. da bere la fredda acqua che viene dal Lago di Mnemosyne".
13. Ed essi son misericordiosi per volere del sovrano degli Inferi,
14. e ti daranno da bere (l'acqua) del Lago di Mnemosyne;
15. e tu quando avrai bevuto percorrerai la sacra via su cui anche gli altri
16. mystai e bacchoi procedono gloriosi".
Traduzione di Giovanni Pugliese Carratelli (in Le Lamine d'oro orfiche, Milano, Adelphi, 2001, p.40-1)
--------------------------------------------------------
1. Di Mnemosine è questo sepolcro. Quando ti toccherà di morire
2. andrai alle case ben costrutte di Ade: c'è alla destra una fonte,
3. e accanto a essa un bianco cipresso diritto;
4. là scendendo si raffreddano le anime dei morti.
5. A questa fonte non andare neppure troppo vicino;
6. ma di fronte troverai fredda acqua che scorre
7. dalla palude di Mnemosine, e sopra stanno i custodi,
8. che ti chiederanno nel loro denso cuore
9. cosa vai cercando nelle tenebre di Ade rovinoso.
10. Di' loro: sono figlio della Greve e di Cielo stellante,
11. sono riarso di sete e muoio; ma date, subito,
12. fedda acqua che scorre dalla palude di Mnemosine.
13. E davvero ti mostreranno benevolenza per volere del re di sotto terra;
14. e davvero ti lasceranno bere dalla palude di Mnemosine;
15. e infine farai molta strada, per la sacra via che percorrono
16. gloriosi anche gli altri iniziati e posseduti da Dioniso.
Traduzione di Giorgio Colli (in La sapienza greca, Milano, Adelphi, 2005 pp.173-5)

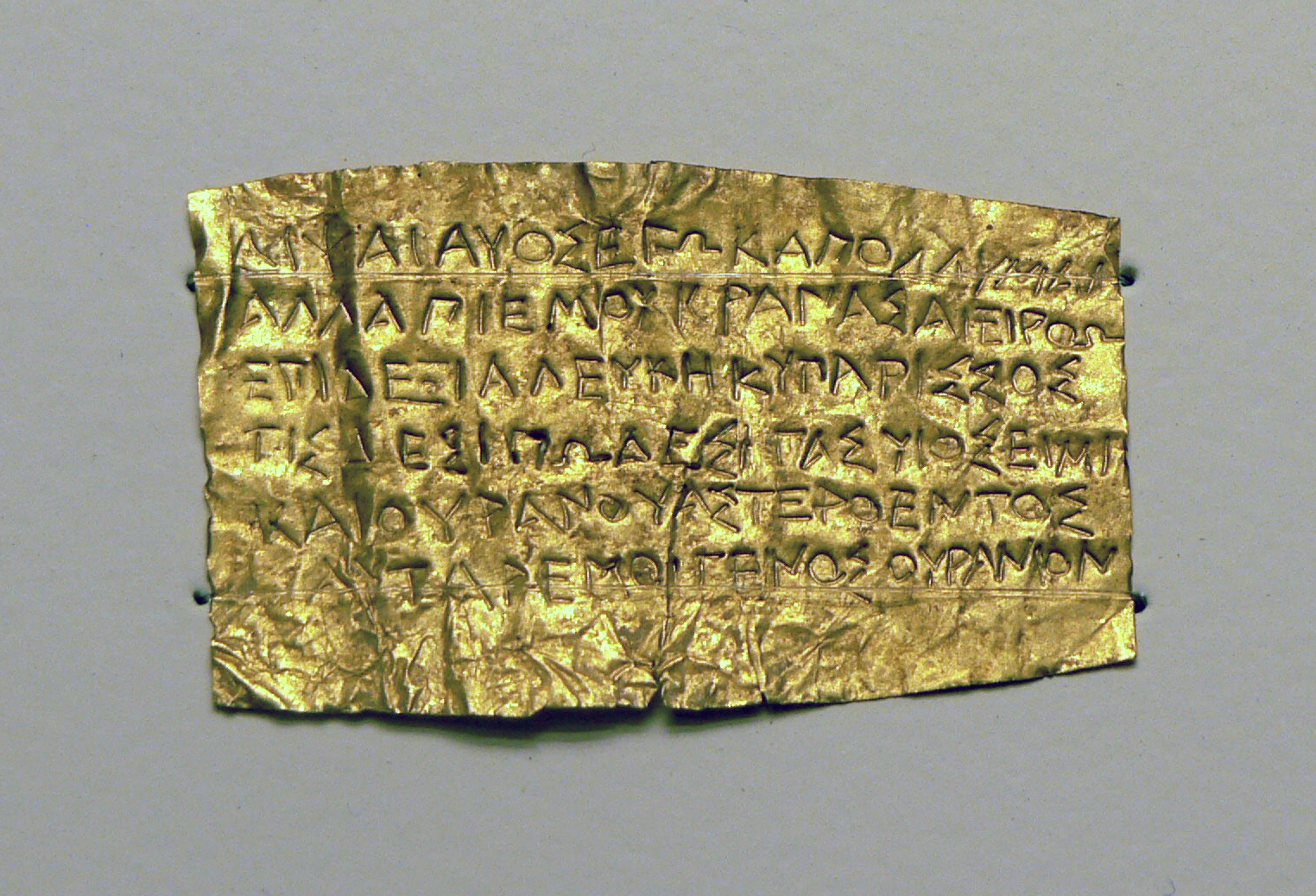
Lamina d'oro "orfica" (Pugliese Carratelli: I B 7; OF: 484; mm 22 x 37) rinvenuta in un luogo non precisato della Tessaglia, contenuta in un'urna cineraria in bronzo. Databile al IV secolo a.C. è oggi conservata presso il J.P. Getty Museum a Malibu (California). Il testo recita:

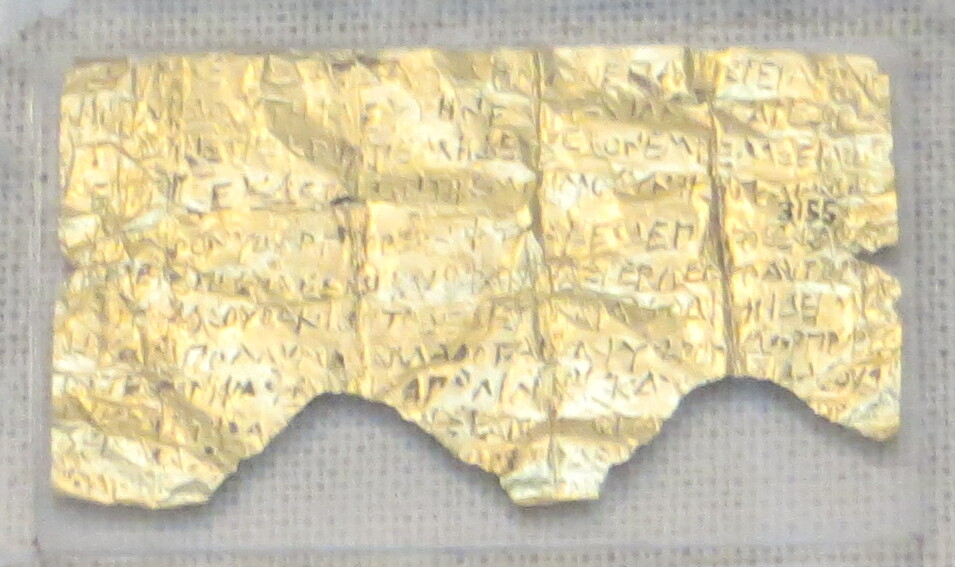
Lamina d'oro "orfica" (Pugliese Carratelli: I A 2; OF: 476 ; mm 45 x 27) rinvenuta a Petelia (Calabria), oggi conservata presso il British Museum di Londra, con annessa collana, mezzo per il quale la lamina poteva essere indossata. A sinistra la lamina di Petelia il cui testo riporta:
1.ΕΥΡΗΣΣΕΙΣΔΑΙΔΑΟΔΟΜΩΝΕΠΑΡΙΣΤΕΡΑΚΡΗΝ
2.ΗΝΠΑΡΔΑΥΤΗΙΛΕΥΚΗΝΕΣΤΗΚΥΙΑΝΚΥΠΑΡΙΣΣΟΝ
3.ΤΑΥΤΗΣΤΗΣΚΡΗΝΗΣΜΗΔΕΣΧΕΔΟΝΕΜΠΕΛΑΣΕΙΑΣ
4.ΕΥΡΕΗΣΕΙΣΔΕΤΕΡΑΝΤΗΣΜΝΗΜΟΣΥΝΗΣΑΠΟΛΙΜΝΗΣ
5.ΨΥΧΡΟΝΥΔΩΡΠΡΟΡΕΟΝΦΥΛΑΚΕΣΔΕΠΙΠΡΟΣΘΕΝΕΑΣΙΝ
6.ΕΙΠΕΙΝΓΗΣΠΑΙΣΕΙΜΙΚΑΙΟΥΡΑΝΟΥΑΣΤΕΡΟΕΝΤΟΣΑΥΤΑΡΕΜ
7.ΟΙΓΕΝΟΣΟΥΡΑΝΙΟΝΤΟΔΕΔΙΣΤΕΚΑΙΑΥΤΟΙΔΙΨΗΙΔΕΙΜΙΑΥ
8.ΗΚΑΙΑΠΟΛΛΥΜΑΙΑΛΛΑΔΟΤΑΙΨΑΨΥΧΡΟΝΥΔΩΡΠΡΟΡΕ
9.ΟΝΤΗΣΜΝΗΜΟΣΥΝΗΣΑΠΟΛΙΜΝΗΣΚΑΥΤ[..]Σ[.]ΙΔΩΣΟΥΣΙ
10.ΠΙΕΙΝΘΕΙΗΣΑΠ[....]ΝΗΣΚΑΙΤΟΤΕΠΕΙΤΑ[………]ΗΡΩΕ
11.ΣΣΙΝΑΝΑΞΕΙ[……. .]ΝΗΣΤΟΔΕΙ̣[
12.ΘΑΝΕΙΣΘ[…………….]ΟΔΕΓΡΑ
ˑmargine destro: Τ̣Ο̣Γ̣Λ̣Ω̣Σ̣Ε̣Ι̣Π̣Α̣ΣΚΟΤΟΣΑΜΦΙΚΑΛΥΨΑΣ
------------------------------------------------------------
1.Troverai a sinistra delle case di Ade una fonte,
2.e accanto ad essa eretto un bianco cipresso:
3.A questa fonte non avvicinarti neppure.
4.Ma ne troverai un'altra, la fredda acqua che scorre
5.dal lago di Mnemosyne: vi stanno innanzi i custodi.
6.Dì': "Son figlia della Terra e del Cielo stellato:
7.urania è la mia stirpe, e ciò sapete anche voi.
8.Di sete son arsa e vengo meno: ma datemi presto
9.la fredda acqua che scorre dal lago di Mnemosyne".
10.ed essi ti daranno da bere dalla fonte divina;
11.e dopo di allora con gli altri eroi sarai sovrana.
12.A Mnemosyne è sacro questo (testo): (per il mystes), quando è sul punto di morire ...
ˑmargine destro: ... la tenebra che tutt'intorno si stende
Traduzione di Giovanni Pugliese Carratelli (in Le Lamine d'oro orfiche, Milano, Adelphi, 2001, p.68)

(Lamina d'oro "orfica" Tessaglia (Pugliese Carratelli: I B 7) Traduzione di Giovanni Pugliese Carratelli in Le Lamine d'oro orfiche, Milano, Adelphi, 2001, p.94))
ΔΕΞΙΟΝΕ*Θ̣ΙΑΣΔΕΞΙΝΑΙ̣ΠΕΦΥΛΑΓΜΕΝΟΝ

ΕΥΜΑΛΑΠΑΝΤ̣ΑΧΑΙΡΕΠΑΘΩΝΤΟΠΑΘΗ

ΜΑΤΟΔΟΥΠΩΠΡΟΣΘΕΕΠΕΠΟΝΘΕΙΣΘΕΟΣΕΓ

ΕΝΟΥΕΞΑΝΘΡΩΠΟΥΕΡΙΦΟΣΕΣΓΑΛΑ

ΕΠΕΤΕΣΧΑΙΡΧΑΙΡΕΔΕΞΙΑΝΟΔΟΙΠΟΡ

ΛΕΙΜΩΝΑΣΤΕΙΕΡΟΥΣΚΑΙΑΛΣΕΑ

(Lamina d'oro "orfica" Thurii (Pugliese Carratelli: II B 2) Traduzione di Giovanni Pugliese Carratelli in Le Lamine d'oro orfiche, Milano, Adelphi, 2001, p.112)